# Slabe
Slabetov graben. Slabe je priimek več znanih Slovencev:
- Anamarija Slabe, agronomka, okoljska znanstvenica in praktičarka
- Anton Slabe (1889—1969), pisatelj in publicist
- Anton Slabe (*1939), duhovnik, prelat, arhidiakon, generalni vikar ljubljanske nadškofije 2006-13
- Damijan Slabe (*1954), novinar, zunenjepolitični komentator
- Damjan Slabe (*1965), strok. za javno zdravstvo, prvo pomoč, doc.
- Franc Slabe (1931—2005), strokovnjak za delovno pravo
- Franc Slabe (1866—1948), organist
- Janja Slabe, konservatorka, restavratorka Narodnega muzeja
- Luka Slabe (*1977), odbojkar, trener
- Marijan Slabe (1932—2022), arheolog (dr. znanosti) in konservator
- Renata Slabe Erker, ekonomistka
- Staš Slabe, plavalec
- Tadej Slabe (*1959), geograf, dr. znanosti, speleolog in športni plezalec
- Tine Slabe (*1980), jadralec (windsurfer)
- Vika Slabe (*1941), slavistka, pedagoginja